# Ulrich Brinkmann (Politiker)
Ulrich Brinkmann (* 16. Oktober 1942 in Essen; † 1. Dezember 2000) war ein deutscher Politiker (SPD).

## Leben und Beruf
Nach dem Abitur in Lünen studierte Ulrich Brinkmann an der Pädagogischen Hochschule in Dortmund. 1965 legte er die erste, 1969 die zweite Staatsprüfung ab. Von 1965 bis 1988 war er Hauptschullehrer in Lünen, Bad Krozingen, Heitersheim und Freiburg im Breisgau. In Bötzingen war er Inhaber einer Umweltagentur. Brinkmann war verheiratet und hatte fünf Kinder.

## Politik
1969 trat Brinkmann der SPD bei. Von 1984 bis zu seinem Tod war er Abgeordneter des Landtags von Baden-Württemberg. Er vertrat ein Zweitmandat im Wahlkreis Breisgau und war energie- und wirtschaftspolitischer Sprecher der SPD-Landtagsfraktion. Von 1996 bis 1998 war er stellvertretender Vorsitzender des Wirtschaftsausschusses. Für ihn rückte Hans Vogt in den Landtag nach.